# Lothar Jaenicke
Lothar Jaenicke  (* 14. September 1923 in Berlin; † 29. Dezember 2015) war ein deutscher Biochemiker und Professor am Institut für Biochemie der Universität zu Köln.

## Leben
Lothar Jaenicke war einer der Söhne des Chemikers Johannes Jaenicke (1888–1984) und Erna Jaenicke. Sein Vater war ein Mitarbeiter Fritz Habers, der später eine umfangreiche Materialsammlung über Fritz Haber zusammengetragen hat. Lothar Jaenickes Bruder Walther Jaenicke (1921–2010) war Professor für Chemie an der Universität Erlangen, sein Bruder Rainer Jaenicke (1930–2016) war Professor für Biochemie an der Universität Regensburg. Nach dem Abitur 1941 am Lessing-Gymnasium in Frankfurt studierte er zwei Jahre als Gasthörer Botanik und Chemie in Marburg, bevor er auf Empfehlung von Hans Meerwein Laborant bei der Schering AG in Berlin wurde und so eine Einberufung zum Arbeitsdienst (Organisation Todt) umging. 1947 absolvierte Jaenicke sein Physicum in Marburg, bereits 1948 wurde er Diplomchemiker und promovierte im selben Jahr bei Hans Meerwein an der Universität Marburg mit der Arbeit Über die Polymerisation des Tetrahydrofurans mit Mischungen von Metall- und Nichtmetallhalogeniden zum Dr. phil. 1954 habilitierte er sich. Von 1954 bis 1956 war er „Research Fellow“ am Department of Biochemistry der Case Western Reserve University in Cleveland, Ohio.

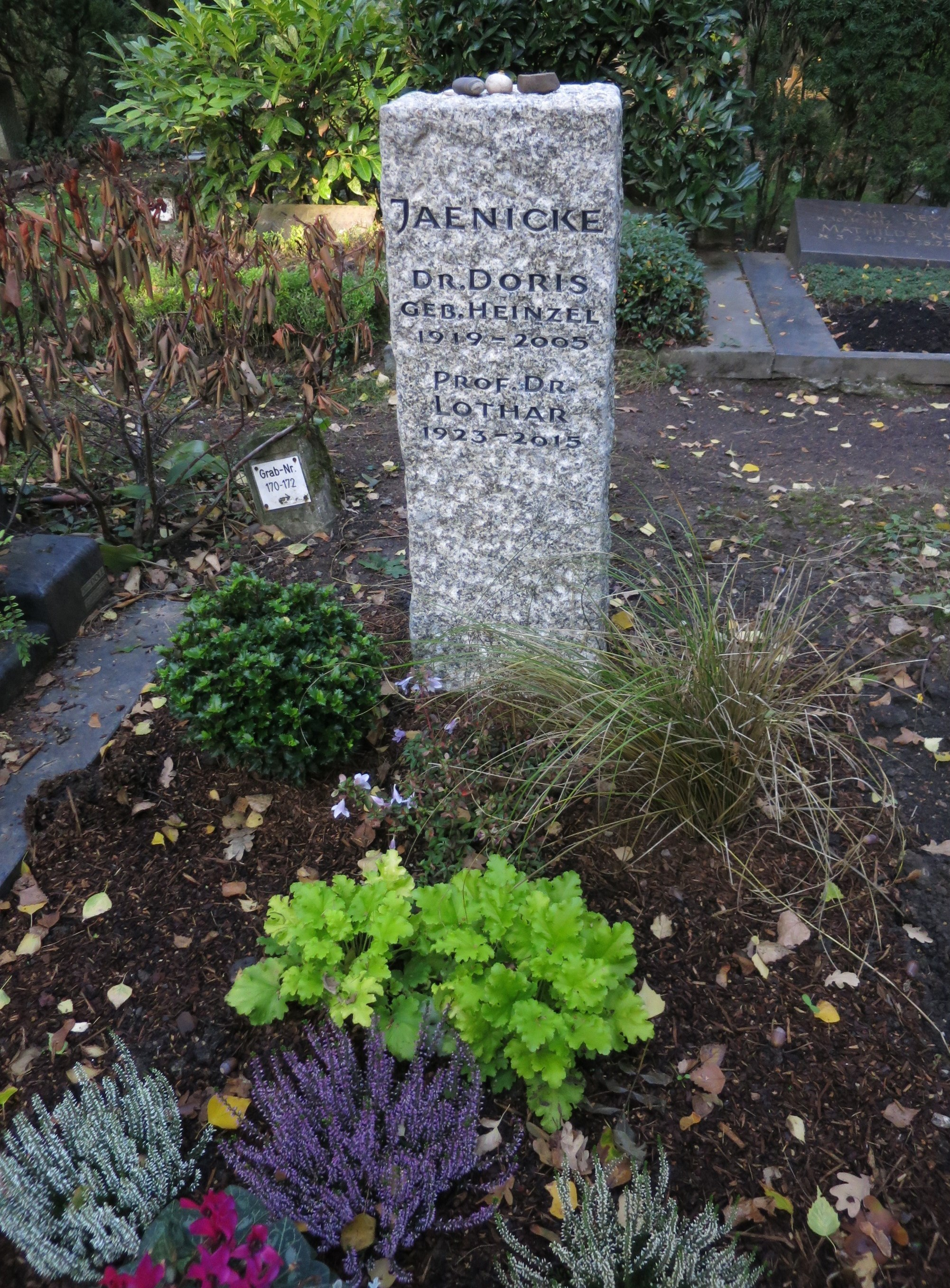
Grabstätte Jaenicke

Von 1957 bis 1962 war er Diätendozent und außerplanmäßiger Professor am Institut für Biochemie der Ludwig-Maximilians-Universität München, 1962 wurde er zum außerordentlichen Professor für Physiologische Chemie an der Medizinischen Fakultät der Universität zu Köln ernannt.
Von 1963 bis zu seiner Emeritierung 1988 war er Ordentlicher Professor und Institutsdirektor des Instituts für Biochemie der Mathematisch-Naturwissenschaftlichen Fakultät der Universität zu Köln. Gastprofessuren führten ihn nach Beirut, Kairo, Neu-Delhi, Bangalore und nach Austin, Texas.
Seine Hauptarbeitsgebiete waren Enzymologie, biosynthetische Gruppen-Übertragungen und Signalwirkstoffe und -induktoren bei Protisten. Insgesamt hat er etwa 250 Originalarbeiten und Monographiebeiträge verfasst. Neben seinen wissenschaftlichen Arbeiten hat er mehrere Bücher mit biografischen und wissenschaftshistorischen Profilen vorgelegt. Ein Beitrag über die NS-Verstrickungen des Nobelpreisträgers Richard Kuhn in der GDCh-Zeitschrift Nachrichten aus der Chemie führte zu heftigen Reaktionen von Lesern.
Lothar Jaenicke wurde am 22. Februar 2016 auf dem Kölner Südfriedhof (Flur 27 Nr. 170) in einer Urne beigesetzt.
Er war Bruder des Chemikers Rainer Jaenicke und Onkel des Schauspielers Hannes Jaenicke.

## Ehrungen
- 1963: Paul-Ehrlich-und-Ludwig-Darmstaedter-Preis
- 1979: Otto-Warburg-Medaille
- 1984: Richard-Kuhn-Medaille
- 2000: Lorenz-Oken-Medaille

## Mitgliedschaften und Tätigkeiten als Editor
Mitgliedschaften in Auswahl: Seit 1978 Ehrenmitglied der Gesellschaft Deutscher Naturforscher und Ärzte, von 1984 bis 1986 Mitglied des Wissenschaftsrates, von 1984 bis 1990 Mitglied des Aufsichtsrates der Gesellschaft für biotechnologische Forschung (GBF), Braunschweig, 1986 bis 1987 hielt sich Jaenicke als „Fellow“ am Wissenschaftskolleg in Berlin auf. 1978 wurde er zum korrespondierenden Mitglied der Bayerischen Akademie der Wissenschaften gewählt. Jaenicke war seit 1989 Mitglied der Deutschen Akademie der Naturforscher Leopoldina.
Er war Herausgeber oder Editor der Biochemischen Zeitschrift, der Naturwissenschaften, des Journals Molecular and Cellular Biochemistry und der Zeitschrift Chemie in unserer Zeit. Er gehört zu den Mitgründern der Zeitschrift „Biospektrum“.

## Veröffentlichungen
- Profile der Zellbiologie. 36 Porträts aus der deutschen Geschichte. Hirzel, Stuttgart 2010, ISBN 978-3-7776-1693-3.
- Profile der Biochemie. 44 Porträts aus der deutschen Geschichte. Hirzel, Stuttgart 2007, ISBN 978-3-7776-1517-2.
- Differenzierung und Musterbildung bei einfachen Organismen (= Rheinisch-Westfälische Akademie der Wissenschaften. Natur-, Ingenieur- und Wirtschaftswissenschaften. Vorträge. 383). Westdeutscher Verlag, Opladen 1990, ISBN 3-531-08383-X.
- als Herausgeber: Biochemistry of differentiation and morphogenesis (= Colloquium der Gesellschaft für Biologische Chemie. 33). Springer, Berlin u. a. 1982, ISBN 3-540-12010-6.
- als Herausgeber: Biochemistry of sensory functions (= Colloquium der Gesellschaft für Biologische Chemie. 25). Springer, Berlin u. a. 1974, ISBN 3-540-07038-9.
- Sexuallockstoffe im Pflanzenreich (= Rheinisch-Westfälische Akademie der Wissenschaften. Natur-, Ingenieur- und Wirtschaftswissenschaften. Vorträge. 217). Westdeutscher Verlag, Opladen 1972, ISBN 3-531-08217-5.

## Übersetzungen ins Deutsche
- Bruce Alberts et al.: Molekularbiologie der Zelle. Übersetzt von Lothar Jaenicke (Leitung). VCH Verlags Gesellschaft, Weinheim u. a. 1986, ISBN 3-527-26350-0 (4. Auflage. Wiley-VCH, Weinheim 2004, ISBN 3-527-30492-4).